# Japonské císařství
Japonské císařství (japonsky 大日本帝國, Dai Nippon Teikoku, doslova Velké Japonské císařství) byl státní útvar existující v letech 1868–1947 na území nástupnického Japonska, Kurilských ostrovů, Severních Marian, Tchaj-wanu a po okupaci roku 1910 i Koreje. Vládli mu císařové z dynastie Jamato.
Císařství vzniklo po pádu šógunátu v roce 1868 a zaniklo po prohrané druhé světové válce.

## Historie

### Historická období
- Džómon (縄文時代 10 000 – 300 př. n. l.)
- Jajoi (弥生時代 300 př. n. l. – 710 n. l.)
- Nara (奈良時代 710–794)
- Heian (平安時代 794–1185)
- Kamakura (鎌倉時代 1185–1333)
- Muromači (室町時代 1333–1568)
- Azuči-Momojama (安土桃山時代 1568–1600)
- Tokugawa, také Edo (江戸時代 1600–1868)
- Meidži (明治 1868–1912)
- Taišó (大正 1912–1926)
- Šówa (昭和 1926–1989)
- Heisei (平成 1989–2019)
- Reiwa (令和 od 2019)

Od druhé poloviny 16. století přijížděli do Japonska obchodníci a křesťanští misionáři z Portugalska, Španělska, Nizozemí a Anglie. V první polovině 17. století podezříval japonský šógunát katolické misionáře, že jsou předvojem ozbrojené iberské invaze a okamžitě zakázal veškeré styky s Evropany s výjimkou významně omezených kontaktů s protestantskými nizozemskými obchodníky na umělém ostrůvku Dedžima (také Dešima) u Nagasaki. Čínským lodím bylo nadále povoleno vjíždět do Nagasaki a korejští vyslanci měli přístup do hlavního města. Tato izolace trvala 251 let, dokud si komodor Matthew Perry nevynutil otevření japonských přístavů pro americké obchodníky v roce 1854 na Konferenci v Kanagawě. Následně došlo k podpisu obdobných smluv (Ansejské dohody) i s evropskými mocnostmi.

### Moderní dějiny

Japonské císařství v roce 1939

Během několika let obnovený kontakt se Západem zásadně změnil japonskou společnost. Po válce Bošin v letech 1867–1868 byl šógunát zrušen a byla znovuobnovena moc císaře. V roce 1867 nastoupil na Chryzantémový trůn nový císař Mucuhito (dnes známý jako císař éry Meidži) a během jeho 45leté vlády se uskutečnilo mnoho reforem (tzv. reformy Meidži). Feudální systém byl zrušen a byly převzaty četné západní instituce, včetně západního právního řádu a vlády. Spolu s dalšími ekonomickými, sociálními a vojenskými reformami vyústily tyto změny k přerodu Japonska do moderní světové mocnosti. Jako výsledek první čínsko-japonské a rusko-japonské války získalo Japonsko Tchaj-wan a Sachalin a později v roce 1910 okupovalo Koreu.
Na počátku 20. století zaznamenalo Japonsko vzrůstající vliv expanzivního militarismu, vedoucímu k invazi do Mandžuska a druhé čínsko-japonské válce (1937). Japonsko se spojilo s Německem a Itálií a zformovalo Osu. Japonští vůdci považovali za nezbytné zaútočit na americkou námořní základnu v Pearl Harbor (1941), aby byla zajištěna japonská nadvláda v Pacifiku. Nicméně vstup Spojených států do druhé světové války postupně změnil rovnováhu sil v Pacifiku v neprospěch Japonska. Po dlouhém pacifickém tažení Japonsko ztratilo Okinawu v souostroví Rjúkjú a bylo zatlačeno na čtyři hlavní ostrovy. Spojené státy mohutně zaútočily na Tokio, Ósaku a další města strategickým bombardováním a na Hirošimu a Nagasaki atomovými bombami. Byl vypracován i plán invaze na japonské ostrovy, nicméně Japonsko oznámilo bezpodmínečnou kapitulaci 15. srpna 1945 a 2. září byla kapitulace podepsána, čímž definitivně skončila druhá světová válka a i samotné Japonské císařství, které přešlo pod okupační správu spojenců.

## Systém vlády
Základním zákonem Japonského císařství byla ústava známá též jako Ústava Meidži. Byla vyhlášena 29. listopadu 1890 a platila až do 2. května 1947. Prohlásila Japonsko konstituční monarchií v čele s císařem, zajišťovala oddělení zákonodárné, výkonné a soudní moci a základní lidská práva.

### Císař

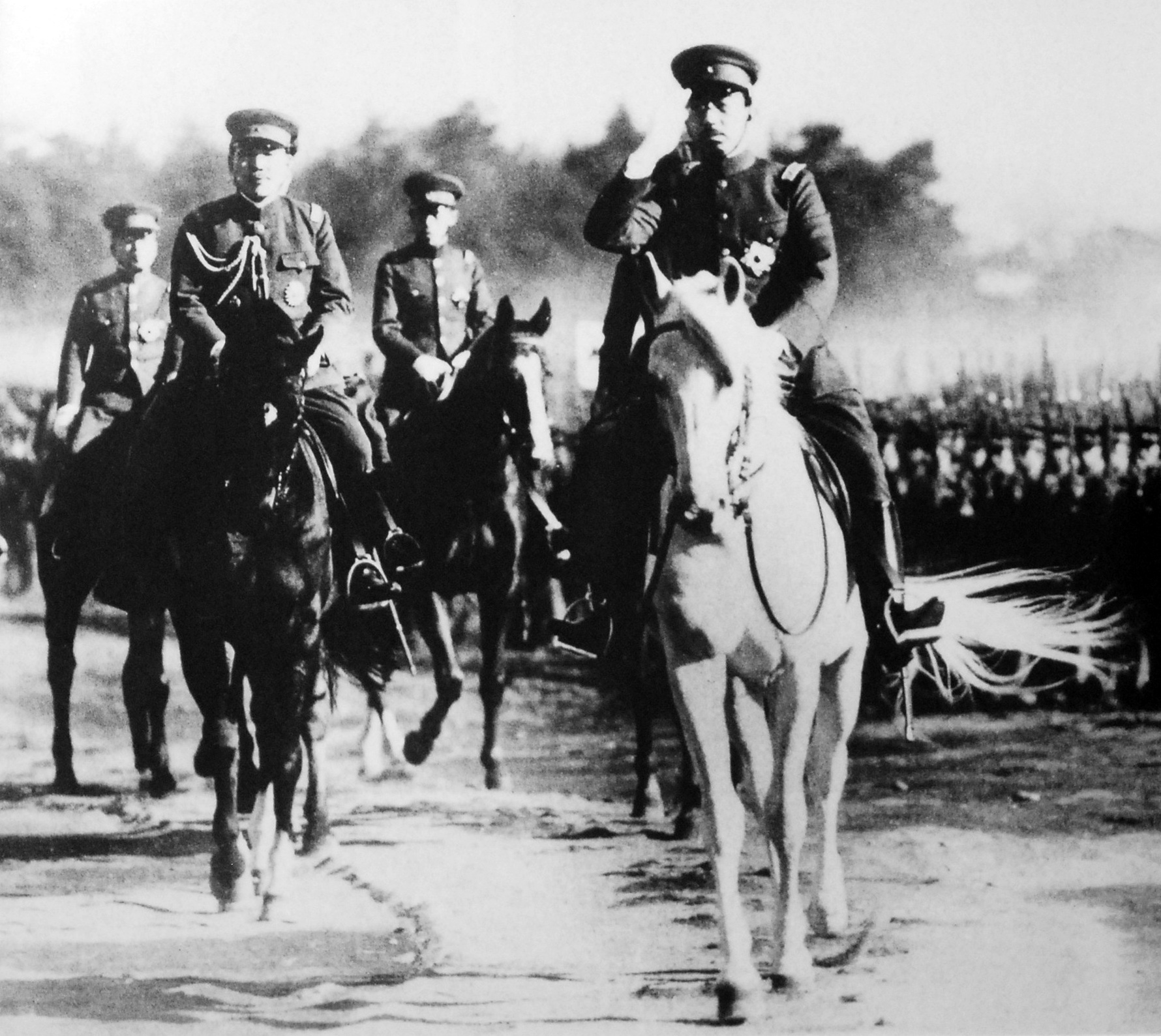
Císař Šówa (Hirohito) v roce 1938

I přes demokratické zřízení, zůstávala většina moci v rukou císaře. Jeho titul zněl Vládce nebes (天皇 - Tennó) a byl nadále považován za „posvátného a nedotknutelného“ vládce, který ve svých rukou držel zákonodárnou, výkonnou i soudní moc, veškeré zákony, vyhlášky a rozsudky byly vydávány „Ve jménu Císaře“. Výkonnou moc vykonával nepřímo, prostřednictvím Tajné rady, jejíž členy a všechny vládní úředníky libovolně jmenoval a odvolával. Další císařskou výsadou bylo velení japonské armádě a námořnictvu. V letech 1868–1945 se na Japonském trůně vystřídali tři císaři:
- Meidži (Mucuhito) 1867–1912
- Taišó (Jošihito) 1912–1926
- Šówa (Hirohito) 1926–1989

### Vláda a ministerstva

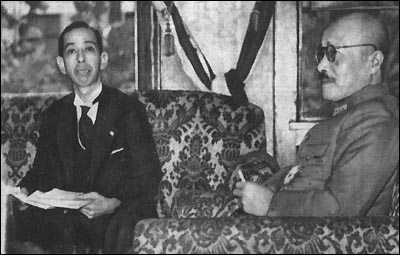
Premiér Hideki Tódžó a ministr Nobusuke Kiši (pozdější premiér Japonska) v roce 1943

Výkonnou moc vykonával císař prostřednictvím takzvané Tajné rady, která byla de facto vládou a poradním orgánem císaře. Její členové jednali společně s císařem o všech důležitých státních otázkách. Tajnou radu tvořili premiér a ministři, z nichž každý směl sdělit císaři doporučení ze svého oboru, za které byl zodpovědný. Dále z nichž každý spravoval jedno z osmi ministerstev:
- ministerstvo občanských věcí (od roku 1873 ministerstvo domácích věcí)
- ministerstvo zahraničních věcí
- ministerstvo financí
- ministerstvo armády
- ministerstvo námořnictva
- ministerstvo císařského dvora
- ministerstvo spravedlnosti
- ministerstvo veřejných prací
- ministerstvo školství

(Do roku 1872 tvořily ministerstvo armády a ministerstvo námořnictva jednotné Vojenské ministerstvo)

### Parlament
Zákonodárnou moc do roku 1890 vykonával císař. S přijetím Mucuhitovy ústavy vznikl v Japonsku první parlament, zvaný Říšský sněm (帝国議会 - Teikoku-gikai). Skládal se ze dvou komor. Horní komoru, takzvanou Šlechtickou sněmovnu (貴族院 - Kizoku-in) tvořili členové Císařské rodiny, osoby s dědičným šlechtickým titulem a další členové jmenovaní císařem. Poslaneckou sněmovnu, nebo též Sněmovnu reprezentantů (衆議院 - Šúgi-in) volili občané, přičemž volební právo se vztahovalo pouze na muže, kteří dosáhli věku 25 let a kteří zaplatili na daních více než 15 jenů. Oprávnění voliči tak tvořili pouze mizivé procento populace.